# Solitär (Zoologie)
Als solitär bezeichnet man in der Zoologie Lebewesen, die einzeln bzw. allein leben. In der Biologie ist das Gegenstück zu solitär gregär oder gesellig. Dabei wird der Begriff solitär in unterschiedlichen Zusammenhängen verwendet:
- Im einfachsten Fall handelt es sich um Tierarten, die nicht gesellig vorkommen und mit Ausnahme von einzelnen Zeitphasen wie der Paarungszeit keine Artgenossen in ihrer näheren Umgebung dulden. Diese solitären Tiere pflegen außerhalb der Fortpflanzungszeit keine Beziehungen zu Artgenossen.[2] Ausnahmen sind zeitweise, zum Beispiel durch besondere Gegebenheiten wie Nahrungsangebote oder Brutplätze, möglich.
- Vor allem bei Insekten, insbesondere Hautflüglern, stellt die solitäre Lebensweise einen Gegensatz zu staatenbildenden, sozialen sowie zu schwarmbildenden Arten dar; so gibt es etwa solitäre Faltenwespen (Echte Wespen und Feldwespen). Viele Wildbienen gründen keine Völker, sondern leben alleine oder nur eingeschränkt zusammen. Wanderheuschrecken kommen in einer solitären Form vor, können aber als umherziehende Schwarmtiere (gregäre Phase) großen Schaden anrichten.
- Bei sessilen, also festsitzenden, Tierarten wird zwischen solitären und koloniebildenden Arten unterschieden. Viele sessile Nessel- und Manteltiere können als solitäre Einzeltiere oder in Kolonien auftreten. Die meisten Kelchwürmer bilden keine Kolonien, sondern leben solitär.